# Арканзас (фільм)
Арканзас (англ. Arkansas) — американський гостросюжетний фільм 2020 року в жанрі неонуар режисера Кларка Дюка, його режисерський дебют, за його ж сценарієм у співавторстві з Ендрю Бункронгом. У фільмі знялися Ліам Гемсворт, Кларк Дюк, Майкл Кеннет Вільямс, Вівіка А. Фокс, Еден Бролін, Чендлер Дюк, Джон Малкович та Вінс Вон. Сюжет заснований на романі «Арканзас» Джона Брендона.
Прем'єра фільму відбулася 5 травня 2020 року на DVD і Blu-Ray кінокомпанії Lionsgate. У кінотеатрах прем'єра не відбулася через пандемію коронавірусу.

## Сюжет
Кайл і Свайн працюють на наркобарона на прізвисько Жаба, що живе в Арканзасі і якого вони ніколи не бачили. Коли одна з угод йде не за планом, смертельно небезпечні наслідки не змушують на себе чекати.

## У ролях
- Ліам Гемсворт — Кайл Рібб
- Кларк Дюк — Свайн Горн
- Майкл Кеннет Вільямс — Елмонд
- Вівіка Фокс — Гер
- Іден Бролін — Джонна
- Чендлер Дюк — Нік
- Джон Малкович — Брайт
- Вінс Вон — Жаба
- Бред Вільям Генке — Тім
- Патрік Малдун — Джо
- Джефф Чейз — Томас
- Джейкоб Захар — незнайомець
- Баррі Примус — Старий Грек

## Виробництво
У жовтні 2018 року оголошено про початок виробництва фільму. Зйомки розпочалися того ж місяця в Мобайлі, штат Алабама.